# Шалоя, Марио
Марио Шалоя (итал. Mario Scialoja; 29 июля 1930, Рим — 24 июня 2012) — итальянский дипломат. Его последняя должность была послом Италии в Саудовской Аравии с 1994 по 1996 год. Выйдя на пенсию, он решил посвятить свои последние годы служению мусульманской общине Италии. 
В 1998 году Шалоя способствовал открытию в Риме отделения Всемирной исламской лиги, саудовской Общественной организаций со штаб-квартирой в Мекке. С 1998 по 2006 год он занимал должность вице-президента и генерального директора отделения и после отставки оставался членом Учредительного комитета группы. Впоследствии он был членом Консультативной комиссии по исламу в Министерстве внутренних дел и советником по вопросам администрации Исламского культурного центра Италии, единственного исламского учреждения, официально признанного в Италии указом президента страны.
В конце 1988 года Шалоя принял ислам, тогда он был заместителем постоянного представителя Италии при Организации Объединенных Наций.